# Psalistopoides
Psalistopoides es un género de arañas migalomorfas de la familia Nemesiidae. Se encuentra en Brasil.

## Lista de especies
Según The World Spider Catalog 14.0:
- Psalistopoides emanueli Lucas & Indicatti, 2006
- Psalistopoides fulvimanus Mello-Leitão, 1934